# Гурунг, Гопал
Гопал Гурунг (англ. Gopal Gurung, непальск. गोपाल गुरुङ; 1939-е? — 10 июня 2016) — индийско-непальский политик, писатель, журналист, педагог и правозащитник, отстаивавший права коренных народов Непала . Был многолетним главным редактором еженедельных газет New Light и Thunderbolt, членом ЦК Ассоциации журналистов Непала, генеральным секретарём Всемирной непальской ассоциации и председателем Всеиндийского совета прессы по Непалу, а также консультантом и координатором Фонда прессы Азии (Манила, Филиппины). Среди его произведений — сборники поэзий и рассказов, роман и политическая публицистика.

## Деятельность
Гурунг был одним из первых авторов, поднявших вопрос об этнической дискриминации в Непале. Начав писать об этом в 1972 году в непальской газете New Light, позже он опубликовал влиятельную книгу на эту тему — «Скрытые факты в непальской политике» (Hidden Facts in Nepalese Politics). Гурунг, президент-основатель Монгольской национальной организации (под «монголами» имелось в виду монголоидное население страны), был также одним из пионеров борьбы за демократическое республиканское правление в Непале. Даже во время консервативно-монархического режима панчаята Гурунг выступал за федеративную республику.
Тогдашнее роялистское правительство 30 августа 1988 года посадило Гурунга в тюрьму за публикацию второго издания «Скрытых фактов в непальской политике» — по обвинению в «расовой дискриминации» против господствовавших в Королевстве Непал индуистских правителей. Он был арестован на основании двух законов и отправлен в центральную тюрьму Бхадрагол на три года без надлежащего обвинительного заключения. Несмотря на запрет в Непале, книга стала довольно популярной в Сиккиме и Дарджилинге.

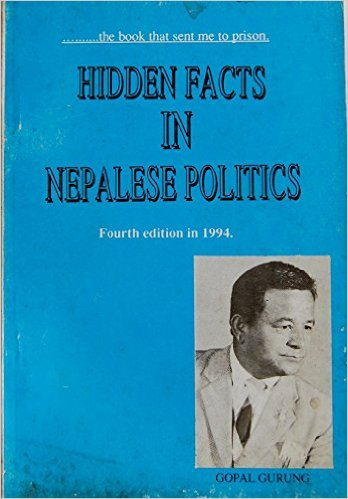
Переиздание ранее запрещённой книги Гопала Гурунга

В заключении он не отличался крепким здоровьем, и длительное пребывание там существенно ухудшило бы его физическое состояние. Однако в результате Народного движения 1990 года на смену панчаятской пришла многопартийная система, и Гурунг в числе многих других политических заключённых был безоговорочно освобождён 13 апреля 1990 года.
После публикации ещё одной книги Гурунга, «В поисках монгольской сущности и докторской степени» (In Quest of Mongol Entity and Doctorate (PhD) on MNO), критиковавшей монархию и индуистский национализм, ему снова пришлось скрываться от преследований властей и уйти в подполье на пять лет (его сестру Кришну Гурунг месяц продержали в заключении, подвергая пыткам).
Находясь в тюрьме Бхадрагол, 1 января 1989 года он учредил свою политическую группу «Монгольская национальная организация» со своим флагом и манифестом. Однако даже после освобождения он не смог зарегистрировать её как политическую партию в Избирательной комиссии в 1990-х; Верховный суд отклонил дело, и МНО оставалась незарегистрированной 18 лет — вплоть до установления в Непале светской и федеративной демократической республики в 2008 году На первых выборах в Учредительное собрание за партию было подано 11 578 пропорциональных голосов, на вторых выборы в 2014 году — 8 215.
Гурунг умер 10 июня 2016 года во время лечения в больнице Алка после того, как ему поставили диагноз «рак крови». Гурунг всю свою жизнь боролся за секуляризм, поэтому его похоронили без каких-либо религиозных обрядов.